# Saison 2022-2023 du Nîmes Olympique
Maillots
Chronologie
Saison précédente Saison suivante
La saison 2022-2023 du Nîmes Olympique est la trente-deuxième saison de l'histoire du club gardois en championnat de France de deuxième division, la deuxième consécutive au sein de l'antichambre de l’élite du football français.
L'équipe est au départ dirigée pour la deuxième saison consécutive par Nicolas Usaï, qui occupe le poste d'entraîneur depuis janvier 2022. Ce dernier est démis de ses fonctions en novembre 2022 et est remplacé par Frédéric Bompard.

## Avant saison

### Objectif du club
Le président Rani Assaf fixe le maintien comme objectif de la saison tout en espérant une place dans les dix premiers du classement,. Il estime en revanche que « la coupe n'est pas une priorité » en arguant que l'équipe n'a pas assez de joueurs pour pouvoir la disputer pleinement. La saison 2021-2022, symbolisée par un faible investissement collectif, marque l'esprit de ce dernier qui souhaite un changement d'attitude de ses joueurs :

« Je leur ai dit de reprendre du plaisir et de prendre conscience de la chance qu'ils ont de faire ce métier. Je ne veux plus voir des têtes d'enterrement comme l'an dernier. Il est temps de passer à autre chose. »

— Rani Assaf, le 23 juin 2022
De son côté, l'entraîneur Nicolas Usaï rappelle la nécessité d'« être conscients de nos forces et de se fixer un premier objectif, celui d'atteindre la barre des 40 points » qui est synonyme de maintien. Dès la fin de saison précédente, il affiche une volonté similaire de celle développée par son président :

« Quand on aime le football, il faut d’abord aimer le club dans lequel on joue et le respecter avec beaucoup d’investissement. Cela n’a pas été le cas de tout le monde. Par moments, des joueurs ont su être performants, un peu pour le collectif mais en grande partie pour eux-mêmes. On va faire en sorte de construire un nouveau groupe avec peut-être moins de talent individuel mais avec des garçons emballés à l’idée de jouer pour Nîmes Olympique. »

— Nicolas Usaï, le 14 mai 2022
Recruté à l'intersaison, le milieu de terrain Nicolas Benezet affirme également que le club visera d'abord le maintien pour cette saison.

### Préparation d'avant-saison
Le Nîmes Olympique reprend les entraînements le 20 juin 2022. Les Crocodiles disputent le 2 juillet à Béziers une première rencontre amicale contre le Toulouse FC qui se termine par une défaite deux buts à zéro. L'équipe effectue son unique stage de préparation à Mende du 3 au 8 juillet puis conclut ce dernier par un match amical le 9 juillet à Chasse-sur-Rhône où le NO s'incline de nouveau deux buts à zéro face au FC Annecy,. Une semaine plus tard, les Crocodiles sont de nouveau défaits et enchaînent une troisième rencontre sans marquer de but face au SC Bastia (0-1). Pour l'ultime match de préparation, les Nîmois affrontent au Stade des Costières l'UNFP FC, équipe composée de joueurs professionnels en recherche d'un club. Au cours de la rencontre, le NO est d'abord mené avant de renverser la partie en seconde période et de s'imposer pour la première fois de la saison (4-2).

## Mouvements de joueurs
Le marché estival des transferts est marqué pour le Nîmes Olympique par plusieurs mouvements de joueurs. Le club officie sans directeur sportif à la suite du départ de Reda Hammache en janvier 2022. Depuis cette date, le Nîmes Olympique gère alors ses mercatos avec Bernard Pascual, responsable de la cellule de recrutement du club depuis juillet 2020, le président Rani Assaf et l'entraîneur Nicolas Usaï,. À partir de janvier 2023, Sébastien Larcier devient un acteur majeur du recrutement nîmois sans occuper de fonction officielle au club,. Ancien directeur sportif de l'Angers SCO, il vient à la demande du nouvel entraîneur Frédéric Bompard et réduit le pouvoir décisionnel de Bernard Pascual lors du mercato hivernal.

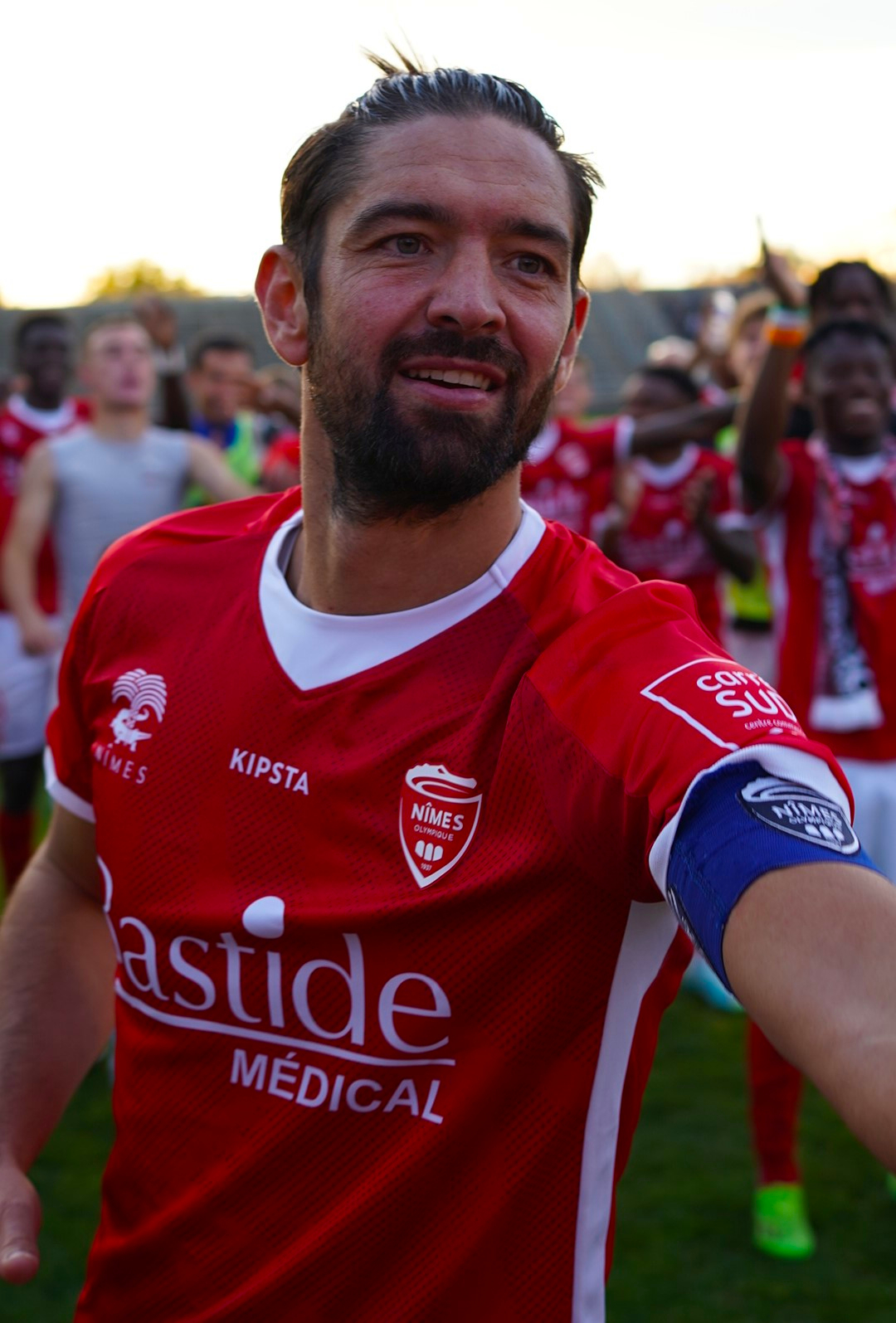
Huit années après son départ, Benoît Poulain fait son retour au Nîmes Olympique.

Du côté des départs, de nombreux joueurs ne sont pas prolongés et sont laissés libres de tout contrat : le capitaine Anthony Briançon signe à l'AS Saint-Étienne, Zinedine Ferhat part à Alanyaspor, le latéral Théo Sainte-Luce rebondit au Montpellier HSC, le milieu de terrain Antoine Valerio s'engage avec le Rodez AF, Gaëtan Paquiez rejoint le Grenoble Foot 38 et Pablo Martinez va au Deportivo La Corogne. Titulaire la saison passée, le gardien norvégien Per Kristian Bråtveit ne voit pas sa clause d'option d'achat activée, l'obligeant ainsi à retourner au Djurgårdens IF. Le contrat de Sidy Sarr est lui résilié par le club à un an de la fin de son contrat. Désireux de quitter le club durant la période estivale, Niclas Eliasson trouve un accord avec l'AEK Athènes qui l'engage pour près de 2 000 000 euros.
Au niveau des arrivées, Nicolas Benezet est la première recrue officialisée par le club. Libre de tout contrat, le milieu offensif formé au club s'entraînait avec l'équipe professionnelle depuis plusieurs mois. En fin de contrat avec l'USL Dunkerque, l'attaquant Malik Tchokounté le rejoint quelques jours plus tard en signant pour une saison. Coéquipier avec ce dernier la saison précédente, le gardien Axel Maraval signe au Nîmes Olympique pour trois années après avoir résilié son contrat. Son concurrent au poste Lucas Dias voit lui son contrat être prolongé jusqu'en juin 2026,. Avant la reprise, le club se renforce avec deux éléments provenant de National 2 : le défenseur central Maël Durand de Gevigney arrive du FC Versailles 78 et le latéral droit Ronny Labonne de la réserve du FC Lorient. Quelques jours plus tard, le club enregistre l'arrivée d'un nouveau défenseur avec Thibaut Vargas en provenance de La Berrichonne de Châteauroux (National). Fin juin, Nîmes conclut sa première recrue dans l'entrejeu avec la venue du milieu récupérateur Jean N'Guessan, prêté sans option d'achat par l'OGC Nice (Ligue 1). Libre depuis la fin de son contrat avec le Odense BK, le milieu de terrain danois Jens Thomasen rejoint lui le Nîmes Olympique pour une saison.
Début juillet, Benoît Poulain, ancien capitaine du club, effectue un essai d'une dizaine de jours où il prend part au stage de préparation et à un match amical,. Le club, désireux d'engager un défenseur d'expérience, fait une proposition à l'issue de cette période d'un an de contrat (avec option d'une année supplémentaire) que le joueur accepte. Après une saison disputée en licence amateur avec l'équipe première, Léon Delpech signe son premier contrat professionnel au Nîmes Olympique. Malgré sa volonté initiale de quitter le NO, le milieu de terrain formé au club s'engage pour trois saisons. Un temps envisagés par le club, les retours de Julien Ponceau et Moustapha Mbow n'aboutissent finalement pas. Pour compenser le départ de ce dernier, les Crocodiles se font prêter le défenseur international burkinabé Nasser Djiga par le FC Bâle. En fin de mercato, Nîmes accueille deux recrues offensives avec Pablo Pagis, prêté par le FC Lorient, et Rafiki Saïd qui signe pour une saison avec option en provenance du Stade brestois 29. En mars 2023, le contrat de ce dernier est prolongé de deux années après avoir obtenu sa quinzième titularisation.
Après la fin de la première partie de saison, le club cherche à « redynamiser son groupe et à se renforcer sur toutes les lignes » à l'intersaison. Ainsi, six joueurs sont recrutés au mercato de janvier. Mehdi Zerkane arrive libre de tout contrat, Steve Ambri, Joseph Lopy et Guessouma Fofana résilient leurs contrats avec leurs clubs et s'engagent pour six mois alors que Lys Mousset est prêté par le VfL Bochum pour une durée similaire. De son côté, le défenseur Sanasy Sy arrive de l'US Salernitana pour deux ans et demi. Dans le sens inverse, Naomichi Ueda effectue son retour au Japon en raison de son faible temps de jeu et s'engage définitivement avec les Kashima Antlers en novembre 2022. Quelques semaines plus tard, l'attaquant Elías Már Ómarsson résilie son contrat pour rejoindre le NAC Breda. En parallèle, le NO vend deux joueurs dont les contrats expirent à la fin de la saison : Lamine Fomba signe à l'AS Saint-Étienne pour 500 000 euros et Yassine Benrahou trouve un accord avec le HNK Hajduk Split dans le cadre d'un transfert gratuit. Ces deux mutations impliquent des pourcentages à la revente en faveur du club.

## Compétitions

### Championnat
La saison 2022-2023 de Ligue 2 est la quatre-vingt-quatrième édition du Championnat de France de football de deuxième division et la troisième sous l’appellation « Ligue 2 BKT ». La division oppose vingt clubs en une série de trente-huit rencontres. Pour cette saison, les deux meilleurs du championnat montent en Ligue 1 tandis que les quatre derniers sont relégués en National. Le Nîmes Olympique participe à cette compétition pour la trente-deuxième fois de son histoire et la deuxième consécutive depuis la saison 2021-2022.

#### Débuts encourageants - Journées 1 à 5
Le NO débute officiellement sa saison le 30 juillet 2022 par la réception du Stade Malherbe Caen. Inoffensif durant la rencontre, Nîmes s'incline logiquement en fin de match à la suite d'un but de Godson Kyeremeh (0-1).
Lors de la rencontre suivante, les Crocodiles affrontent l'AS Saint-Étienne, club prétendant à la montée malgré son handicap de points. Dans un stade Geoffroy-Guichard à huis clos, les Verts se font surprendre à la 32e minute après un tir victorieux de Jens Thomasen. Avant la fin de la première période, Benoît Poulain effectue une faute de main et concède un penalty que transforme Jean-Philippe Krasso. Malgré la nette domination stéphanoise au niveau de la possession, le Nîmes Olympique tient le score en deuxième mi-temps et obtient son premier point de la saison (1-1).
Pour le compte de la troisième journée, le NO reçoit le Rodez Aveyron Football. Dans un match ouvert, Nîmes inscrit le seul but de la rencontre à l'heure de jeu après un penalty de Yassine Benrahou repoussé par le poteau puis repris victorieusement par Elías Már Ómarsson (1-0).
Le 20 août, le Nîmes Olympique se rend chez le Dijon FCO, équipe invaincue depuis le début de saison. Pour cette rencontre, Benrahou et Niclas Eliasson sont écartés en raison de leurs velléités de départ. Sur sa première occasion, le DFCO ouvre la marque avant la pause par Valentin Jacob. En seconde période, le gardien Axel Maraval, titularisé pour la première fois, s'incline de nouveau lors d'un duel face à Mickaël Le Bihan. À la 83e minute, Moussa Koné réduit le score par un retourné acrobatique mais ne peut empêcher la défaite des Nîmois (1-2).
À domicile face au Stade lavallois, l'attaquant sénégalais est cette fois-ci décisif lors de la cinquième journée. En effet, Moussa Koné est l'unique buteur du match après avoir été servi en profondeur par Jean N'Guessan à la 54e minute. Dans une partie fermée, l'équipe mayennaise ne parvient pas à faire son retard malgré un ascendant net dans le jeu notamment en première période (1-0)

#### Série de matchs sans victoire - Journées 6 à 11
Au stade des Alpes, Nîmes dispute sa rencontre en milieu de semaine face au Grenoble Foot 38. Rarement inquiétés, les locaux prennent l'ascendant sur la première heure de jeu grâce à Abdoulie Sanyang et Joris Correa. L'entraîneur Nicolas Usaï opère alors trois changements décisifs et voit ensuite Malik Tchokounté marquer son premier but. Cet espoir est réduit à néant lorsque Pape Meïssa Ba aggrave le score à dix minutes de la fin du match. Malgré une deuxième réalisation de Malik Tchokounté dans le temps additionnel, les Crocodiles concèdent la défaite (2-3).
Trois jours plus tard, les Nîmois enchaînent un nouveau déplacement. Contre le Valenciennes FC (VAFC), la fébrilité défensive de l'équipe est mise en exergue malgré un bon début de match. Les Nordistes marquent en premier à la suite d'un coup franc que Mohamed Kaba reprend de la tête. Avant la pause, Malik Tchokounté égalise sur penalty mais le VAFC reprend l'avantage par Marius Noubissi dès la reprise. Le coach nîmois modifie alors son dispositif pour passer en 4-4-2 et voit sa tactique être récompensée par l'égalisation de Moussa Koné. Quelques minutes plus tard, Ugo Bonnet donne finalement la victoire à son équipe à la suite d'une confusion dans la surface de réparation (2-3).

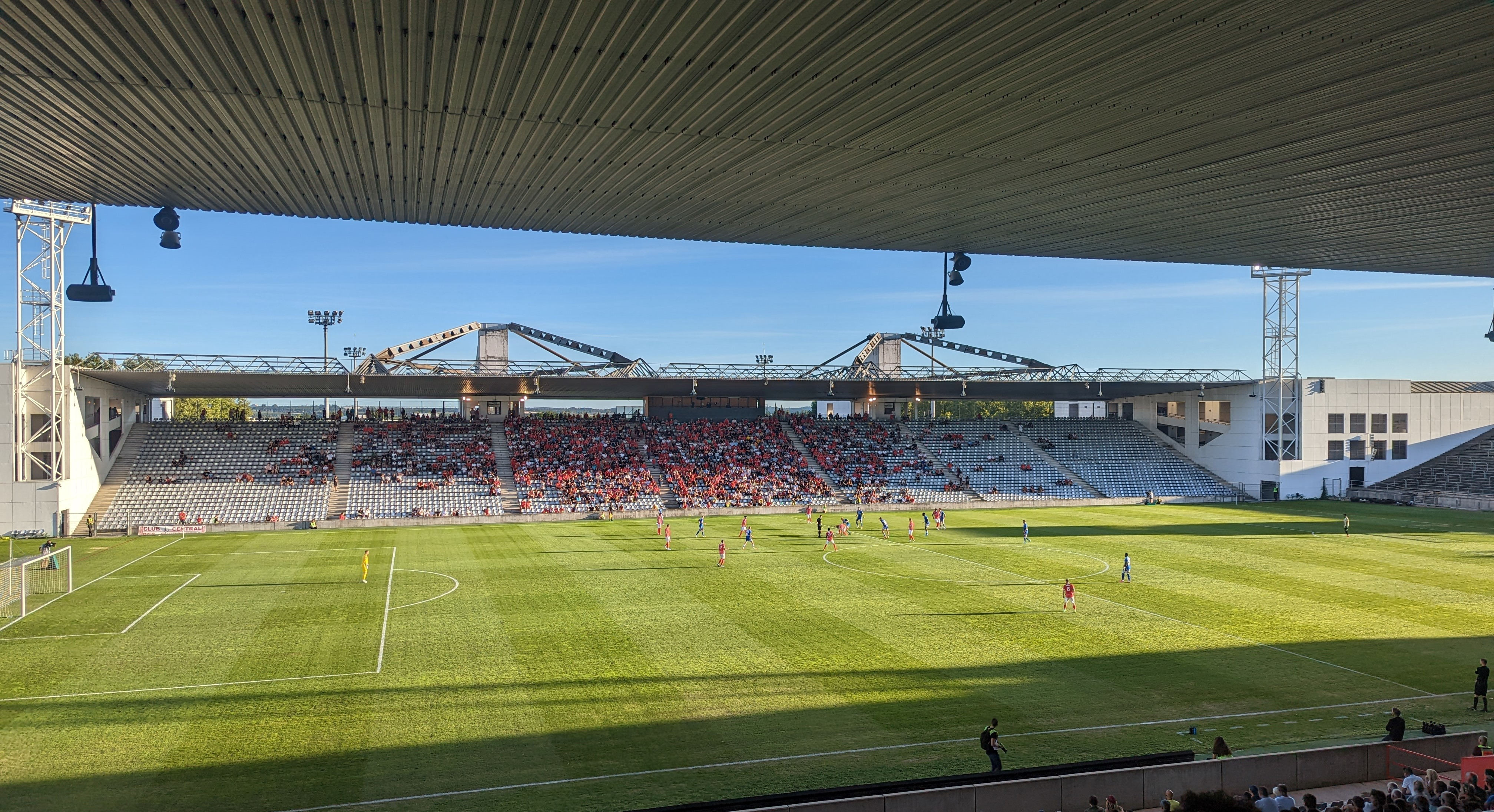
Nîmes et le SC Bastia s'affrontent lors de la huitième journée de L2.

La partie disputée à domicile face au SC Bastia accouche d'une prestation terne et hâchée, ponctuée de trois cartons rouges dont un pour le NO. Dans un match engagé, les deux équipes se neutralisent sans jamais trouver la faille chez leur adversaire (0-0).
Avant la trêve internationale, le Nîmes Olympique se rend chez le leader du championnat, le FC Sochaux-Montbéliard. Entreprenants durant le premier quart d'heure, les Crocodiles sont récompensés dès la 4e minute par l'ouverture du score de Jean N'Guessan. Rapidement, les locaux reprennent l'ascendant en mettant plus d'impact dans leurs duels : Tony Mauricio permet d'abord à Sochaux d'égaliser puis Ibrahim Sissoko inscrit un doublé qui scelle l'issue de la partie (3-1). Après neuf journées de championnat, les Gardois sont ainsi relégables et pointent à la dix-septième place du classement.
Durant la trêve, Nîmes effectue un match amical et s'incline 2-1 face au Toulouse FC (Ligue 1). La semaine suivante, les Crocodiles reçoivent le Paris FC. Pour cette rencontre, l'équipe est handicapée par l'absence de plusieurs joueurs touchés par la Covid-19 ou blessés. Elle se présente ainsi avec une charnière inédite où le milieu de terrain Lamine Fomba prend place. Pendant la partie, les Nîmois subissent les assauts des visiteurs et donnent l'opportunité à Axel Maraval d'être décisif à plusieurs reprises. Pour son premier match, Nasser Djiga marque contre son camp sur un corner qu'il dévie de la tête à la 87e minute et offre ainsi la victoire au PFC (0-1).de
Lors de la onzième journée, les Crocodiles affrontent l'US Quevilly Rouen (QRM), concurrent direct pour le maintien. L'équipe normande prend rapidement l'avantage à la suite d'un corner repris de la tête par Christophe Diedhiou. Avant la pause, QRM conforte son avance avec un but de Louis Mafouta. Ce dernier, lancé en profondeur par erreur par Jens Thomasen, inscrit un doublé à la 56e minute. Rentré en cours de jeu, Malik Tchokounté réduit ensuite la marque sans permettre au NO de revenir (3-1).

#### Arrivée d'un nouvel entraîneur, trêve internationale et nouveau stade - Journées 12 à 19
Blessé depuis un mois et demi, le capitaine Benoit Poulain est de nouveau aligné lors de la journée suivante face à l'Amiens SC et donne une meilleure assise défensive. En première période, les Nîmois concrétisent leur domination par Malik Tchokounté qui dévie de la tête un centre de Patrick Burner. À la 34e minute, une longue action collective nîmoise est conclue par Jens Thomasen sur une passe de Ronny Labonne. Malgré les assauts amiénois en seconde période, le NO n'encaisse aucun but et remporte la victoire (2-0).
Le 22 novembre, Nîmes s'incline pour la sixième fois consécutive de la saison à l'extérieur face au Pau FC (1-0). Disputé lors de l'inauguration officielle du Nouste Camp, le match voit rapidement l'équipe paloise prendre l'avantage par Steeve Beusnard. Réduits à dix en fin de première période à la suite de l'expulsion de Nasser Djiga, les Crocodiles n'arrivent pas à revenir au score en seconde mi-temps et évitent de prendre un second but après le penalty raté par Erwin Koffi.
La rencontre suivante face aux Girondins de Bordeaux (FCGB) est l'ultime disputée au Stade des Costières. Avec l'appui d'un public plus nombreux qu'à l'accoutumée, les Nîmois ouvrent le score par une frappe lointaine de Jean N'Guessan à la 6e minute. Leader du championnat, le FCGB domine la partie avec une large possession en sa faveur durant toute la rencontre. Malgré cela, les nombreuses parades d'Axel Maraval permettent au NO de ne pas encaisser de but et de s'imposer (1-0).
La quinzième journée est la dernière jouée avant la trêve imposée par la Coupe du monde 2022. Au stade René-Gaillard, les Crocodiles trompent d'abord les Chamois niortais grâce à Malik Tchokounté qui marque de la tête sur un centre de Lamine Fomba. Dominateurs en première période, les joueurs de Nicolas Usaï sont finalement rejoints au score en début de seconde mi-temps par Moataz Zemzemi. Réduit à dix après l'expulsion de Léon Delpech, le NO subit la possession niortaise jusqu'à la fin de la partie sans encaisser de but (1-1).

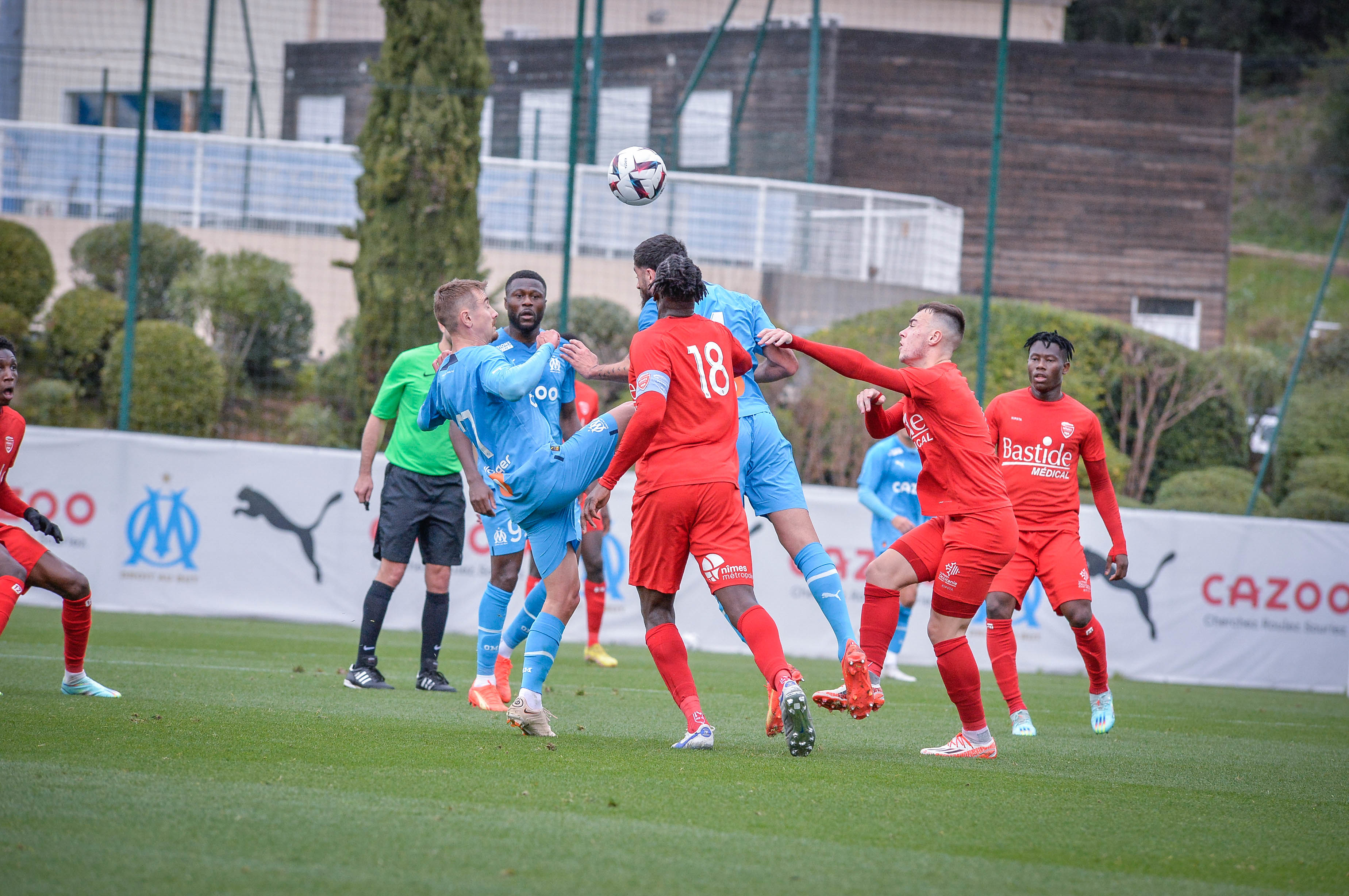
Pendant la trêve, le Nîmes Olympique dispute un match amical contre l'OM.

La trêve internationale est marquée par l'arrivée de Frédéric Bompard en tant qu'entraîneur. Après une reprise des entraînements début décembre, le Nîmes Olympique dispute des matchs amicaux face à l'OM et le Rodez AF,.
Inspiré du Boxing Day anglais, la LFP programme cette saison des matchs durant la période de Noël. Ainsi, pour le compte de la seizième journée, le Nîmes Olympique affronte l'EA Guingamp (EAG) le 26 décembre 2022. Cette rencontre, qui acte l'inauguration du Stade des Antonins, est marquée par trois penaltys accordés par l'arbitre. À la 22e minute, Patrick Burner accroche Jérémy Livolant dans la surface de réparation et ce dernier permet à l'EAG de prendre l'avantage. Peu de temps après, Malik Tchokounté égalise pour le NO à la suite d'une faute sur Pablo Pagis. Globalement maître de la possession en seconde période, Guingamp est récompensé dans le temps additionnel. Pour sa première apparition depuis quatre mois, Nicolas Benezet concède du bras un penalty transformé par Gaëtan Courtet qui donne la victoire aux joueurs bretons (1-2).
Quatre jours plus tard, le FC Annecy et le Nîmes Olympique se neutralisent au Parc des Sports. La rencontre voit le retour de Yassine Benrahou, blessé depuis août 2022. Sur une pelouse difficilement praticable, l'équipe savoyarde est la plus offensive des deux mais ne parvient pas à marquer (0-0).
Lors de la dix-huitième journée, le NO concède une lourde défaite à domicile face au FC Metz. Après une première mi-temps stérile, la rencontre se débride dès le début de la seconde : Lenny Joseph ouvre d'abord le score pour les Grenats avant que Rafiki Saïd n'égalise pour Nîmes sur un long centre flottant. Les Messins profitent ensuite d'une relance ratée de Nasser Djiga et reprennent l'avantage grâce à Cheick Sabaly. Ils parachèvent finalement leur succès par un nouveau but de Lenny Joseph puis un autre en fin de rencontre par Georges Mikautadze (1-4).
Pour l'ultime match de la phase aller, le club gardois se rend au Havre pour y affronter le leader du championnat.

### Classement final et statistiques
Le Nîmes Olympique termine le championnat à la dix-neuvième place avec 10 victoires, 6 matchs nuls et 22 défaites. Une victoire rapportant trois points et un match nul un point, le NO totalise 36 points. Les Nîmois possèdent la dixième attaque du championnat et l'avant-dernière défense. Le NO est la onzième meilleure équipe à domicile du championnat (29 points) mais possède le pire bilan du championnat à l'extérieur (7 points). Le club termine à la cinquième place du classement du fair-play établi par la Ligue de football professionnel, avec 62 cartons jaunes et 3 cartons rouges.
Le Havre AC et le FC Metz remontent en première division. En plus de Nîmes, trois autres clubs sont relégués en National 2023-2024 : les Chamois niortais, le Dijon FCO et le FC Annecy.
| Rang | Équipe           | Pts | J  | G  | N  | P  | Bp | Bc | Diff |
| ---- | ---------------- | --- | -- | -- | -- | -- | -- | -- | ---- |
| 14   | Rodez AF         | 46  | 38 | 11 | 13 | 14 | 41 | 44 | -3   |
| 15   | Stade lavallois  | 46  | 38 | 14 | 4  | 20 | 44 | 56 | -12  |
| 16   | Valenciennes FC  | 45  | 38 | 10 | 15 | 13 | 42 | 49 | -7   |
| 17   | FC Annecy        | 45  | 38 | 11 | 12 | 15 | 39 | 51 | -12  |
| 18   | Dijon FCO        | 42  | 38 | 10 | 12 | 16 | 38 | 43 | -5   |
| 19   | Nîmes Olympique  | 36  | 38 | 10 | 6  | 22 | 44 | 62 | -18  |
| 20   | Chamois niortais | 29  | 38 | 7  | 8  | 23 | 35 | 67 | -32  |

### Coupe de France
La Coupe de France 2022-2023 est la 106e édition de la Coupe de France, une compétition à élimination directe mettant aux prises les clubs de football amateurs et professionnels à travers la France métropolitaine et les Départements et régions d'outre-mer. Elle est organisée par la Fédération française de football (FFF) et ses ligues régionales.
Au septième tour de la Coupe de France, le Nîmes Olympique reçoit au Stade des Costières le FC Borgo. Relégable en National, l'équipe corse est rapidement prise de court. Après deux minutes de jeu, Moussa Koné récupère un ballon boxé par le portier borgolais et marque le premier but. Le NO établit ensuite sa supériorité technique et inscrit un second but par Rafiki Saïd de la tête. Peu inquiétés par leurs adversaires, les Crocodiles parachèvent leur succès grâce à un lob victorieux de Pablo Pagis à la 81e minute (3-0).

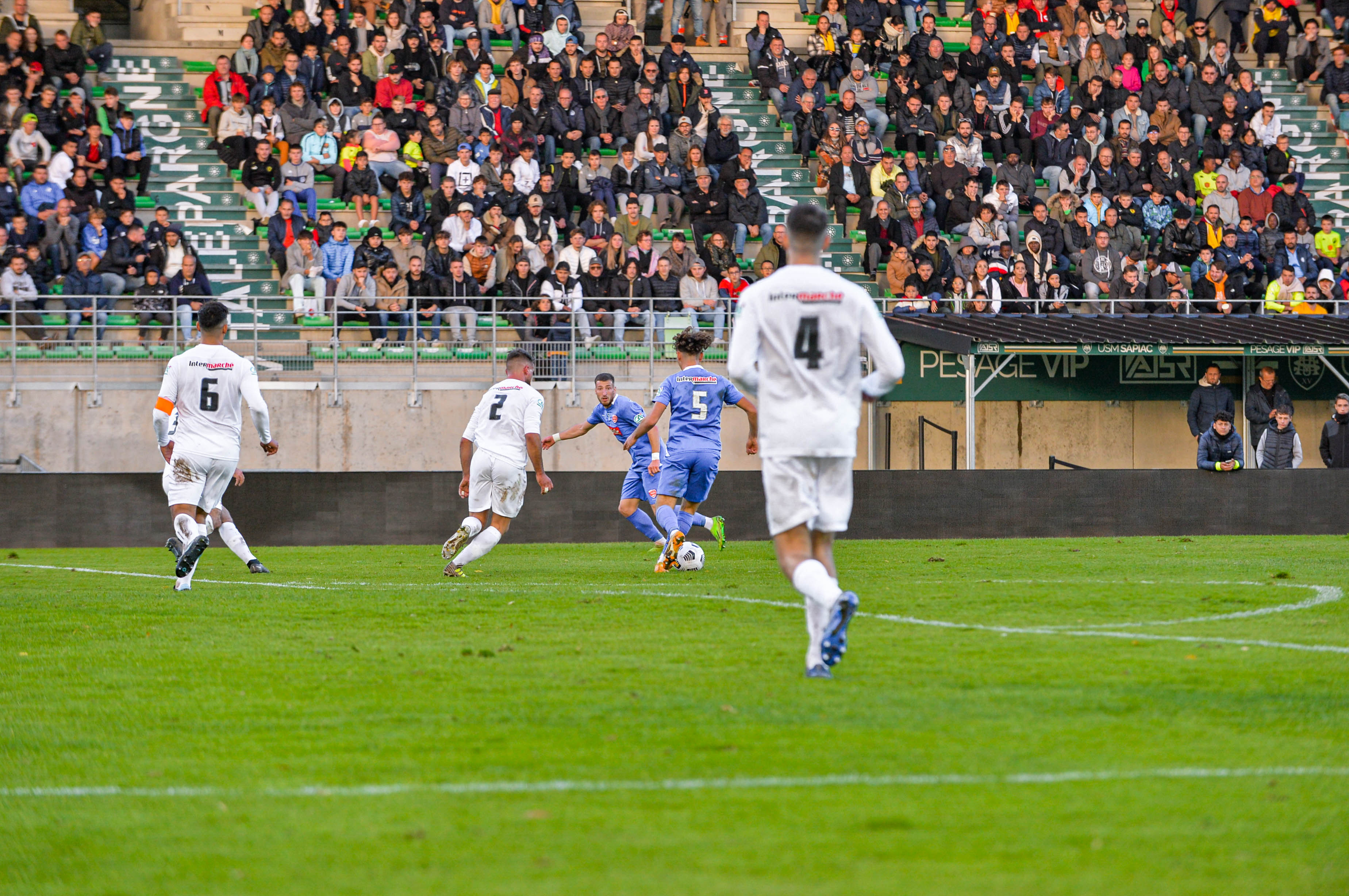
Au Stade Sapiac, le NO se qualifie facilement contre le Montauban FCTG.

Au tour suivant, les Crocodiles se rendent au Stade Sapiac pour affronter le Montauban FCTG (Régional 2). Trois jours après le renvoi de Nicolas Usaï, Richard Goyet officie ainsi en tant qu'entraîneur de l'équipe sur ce match. Les Nîmois, privés d'une dizaine de professionnels, prennent rapidement l'ascendant sur leur adversaire en ouvrant le score par Pablo Pagis. Avant la pause, la rencontre est émaillée de bagarres entre supporters des deux camps. Handicapée par les exclusions de deux joueurs en fin de première période, l'équipe montalbanaise craque par la suite et permet à Nîmes de s'imposer aisément (0-4).
En trente-deuxième de finale, le Grenoble Foot 38, également pensionnaire de Ligue 2, se procure à domicile les meilleures occasions face à une équipe gardoise remaniée. En première période, le gardien Lucas Dias stoppe de nombreuses tentatives iséroises. Sans créativité offensive durant le match, le Nîmes Olympique craque finalement dans les derniers instants de la rencontre à la suite d'un but de l'ailier Abdoulie Sanyang (1-0).

### Matchs officiels de la saison
Le tableau ci-dessous retrace dans l'ordre chronologique les rencontres officielles jouées par le Nîmes Olympique durant la saison.
| Compétition     | Débute au tour | Place ou tour final | Matches joués | Gagnés | Nuls | Perdus | Buts pour | Buts contre | Différence |
| Ligue 2         | -              | 19e                 | 38            | 6      | 10   | 22     | 44        | 62          | -18        |
| Coupe de France | 7e tour        | 32e de finale       | 3             | 2      | 0    | 1      | 7         | 1           | +6         |
| Total           | -              | -                   |               |        |      |        |           |             |            |

## Joueurs et encadrement technique

### Encadrement technique

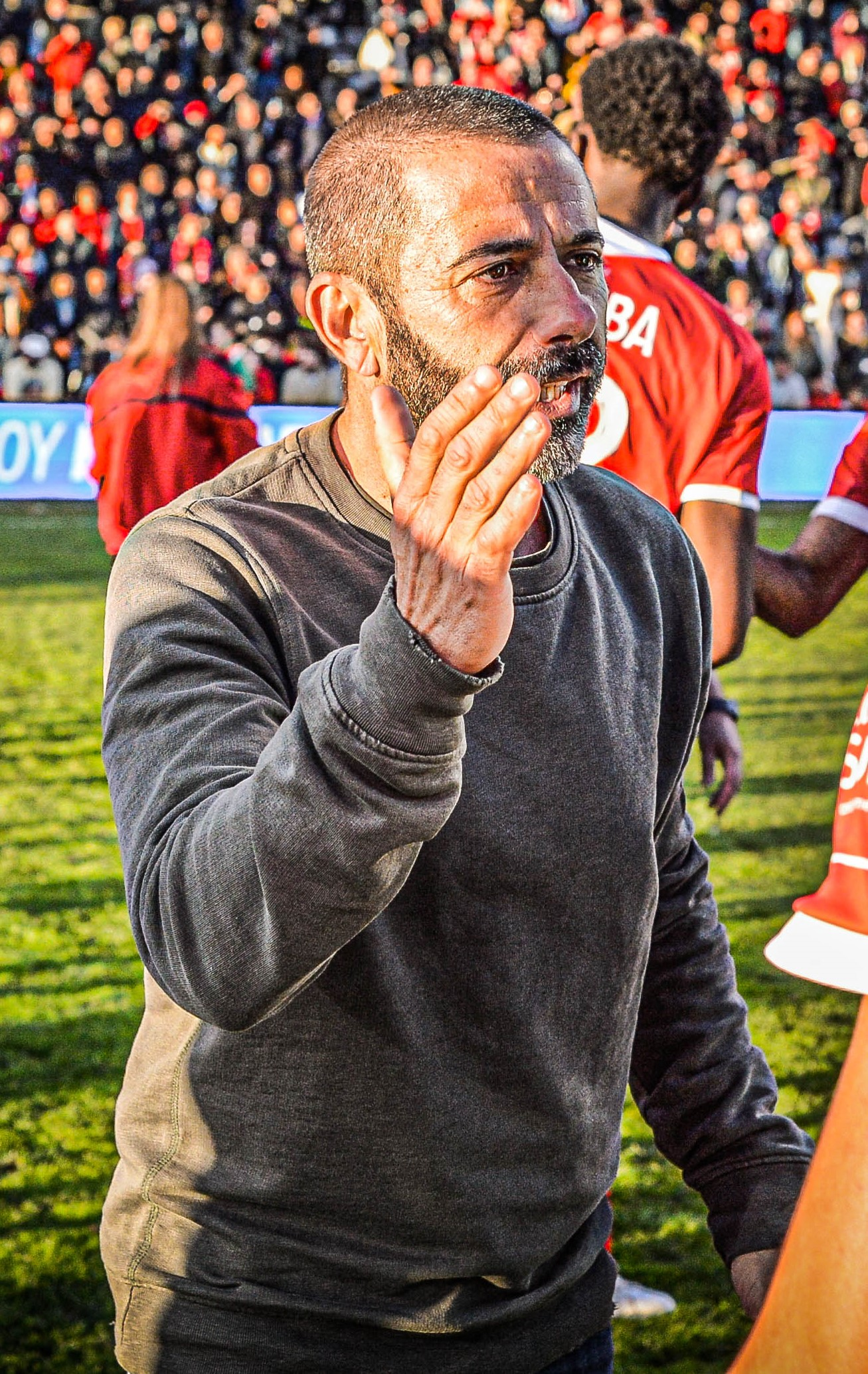
Nicolas Usaï est remplacé en cours de saison par Frédéric Bompard.

L'équipe est d'abord dirigée par Nicolas Usaï, entraîneur de 48 ans et qui possède un contrat expirant à la fin de la saison (renouvelable en cas de maintien ou de montée). Ancien joueur amateur, il commence sa carrière de technicien au FC Istres en 2007, dans un premier temps avec l'équipe réserve puis dans un second en tant qu'adjoint chez les professionnels. Il connaît ensuite différentes expériences à Marseille Consolat, au CS Sedan Ardennes et à La Berrichonne de Châteauroux. Sans club pendant un an, il est choisi par Rani Assaf pour entraîner le NO en janvier 2022.
À partir de novembre 2022, l'équipe est entraînée par Frédéric Bompard. Adjoint de Rudi Garcia entre 2004 et 2019, il connaît une première expérience en tant qu'entraîneur lors d'un intérim à l'EA Guingamp (EAG) en 2021. Cette aventure est finalement stoppée en raison d'une absence de diplôme pour entraîner au niveau professionnel. Après l'avoir obtenu, il est nommé au poste d'entraîneur du Nîmes Olympique dans l'objectif de sauver le club de la relégation. Thibault Giresse, avec qui il a pu collaborer à l'EAG, devient l'un de ses adjoints au moment de son arrivée.
Entraîneur adjoint du club depuis l'été 2020, Richard Goyet occupe seul dans un premier temps cette fonction à la suite du départ de Christophe Raymond durant l'intersaison. Passé en tant que joueur par la réserve nîmoise, Goyet rejoint le FC Istres en 2004 où il officie en tant que préparateur physique jusqu'en 2015. Durant cette période, il côtoie notamment Usaï en soutien de José Pasqualetti. Il occupe ce même poste lors de son retour au Nîmes Olympique à l'été 2016. Sous contrat jusqu'en 2023, il n'est pas prolongé et quitte ainsi le club à l'issue de la saison.
Ancien défenseur du club, Aurélien Boche devient le préparateur physique de l'équipe professionnelle en 2020. Après avoir achevé sa carrière de joueur à l'US Boulogne CO, il retrouve le Nîmes Olympique en 2016 où il devient éducateur des équipes de jeunes. Lorsque Jérôme Arpinon devient l'entraîneur principal de l'équipe en 2020, il est nommé pour s'occuper de la réathlétisation des joueurs blessés en complément de sa nouvelle fonction de préparateur physique. Pour cette saison, il est épaulé par Alexandre Duclaux qui provient également du centre de formation nîmois.
L'entraîneur des gardiens est Anthony Babikian, présent dans le staff des Crocodiles depuis 2021. En tant que gardien, il effectue la majorité de sa carrière dans des réserves professionnelles. En 2016, il s'engage avec le Nîmes Olympique pour s'occuper de la formation des gardiens du centre de formation. Il devient par la suite entraîneur adjoint des gardiens de l'équipe première, épaulé par Sébastien Gimenez. Après le départ de ce dernier en janvier 2022, il récupère seul le poste principal à partir de cette date.
En parallèle, le staff technique s'appuie également sur Corentin Jourdan, analyste vidéo de l'équipe première depuis 2020. Cependant, il est remplacé en cours de saison par Tony Ayache après l'arrivée du nouvel entraîneur.

### Effectif professionnel
En grisé, les sélections de joueurs internationaux chez les jeunes mais n'ayant jamais été appelés aux échelons supérieur une fois l'âge limite dépassé.

## Tactique
Lors de la préparation d'avant-saison, l'équipe s'entraîne dans une formation en 3-4-1-2. Cependant, ce schéma évolue dès les premiers matchs dans une variante proche en 3-5-2 avec trois défenseurs axiaux, cinq milieux de terrain (dont deux pistons) et deux attaquants de pointe. De retour au club, Nicolas Benezet déclare en début de saison que « la clé de ce système, ce sont les pistons ». De son côté, l'entraîneur Nicolas Usaï estime que « le jeu de l'équipe ne doit pas être stéréotypé » et que ses joueurs doivent « être capable de jouer à l'intérieur et faire du jeu combiné ».
Lors de la septième journée de championnat à Valenciennes, l'équipe passe pour la première fois de la saison dans un dispositif en 4-4-2. Intervenu pendant la rencontre, ce changement est notamment motivé par l'absence de plusieurs défenseurs centraux. Au cours de la saison, l'entraîneur nîmois continue à renouveler ce système de jeu en utilisant notamment un 4-4-2 sous forme de losange.
En novembre 2022, l'intronisation de Frédéric Bompard en tant qu'entraîneur apporte une vision tactique différente. Lors de son arrivée, il déclare aimer évoluer « en 4-3-3 avec un jeu cours, au sol et bien léché » et vouloir maîtriser deux systèmes de jeu,. Durant les matchs amicaux de la trêve internationale, l'équipe est ainsi disposée en 4-4-1-1 puis en 4-3-3.

## Aspects juridiques et économiques

### Structure juridique et organigramme

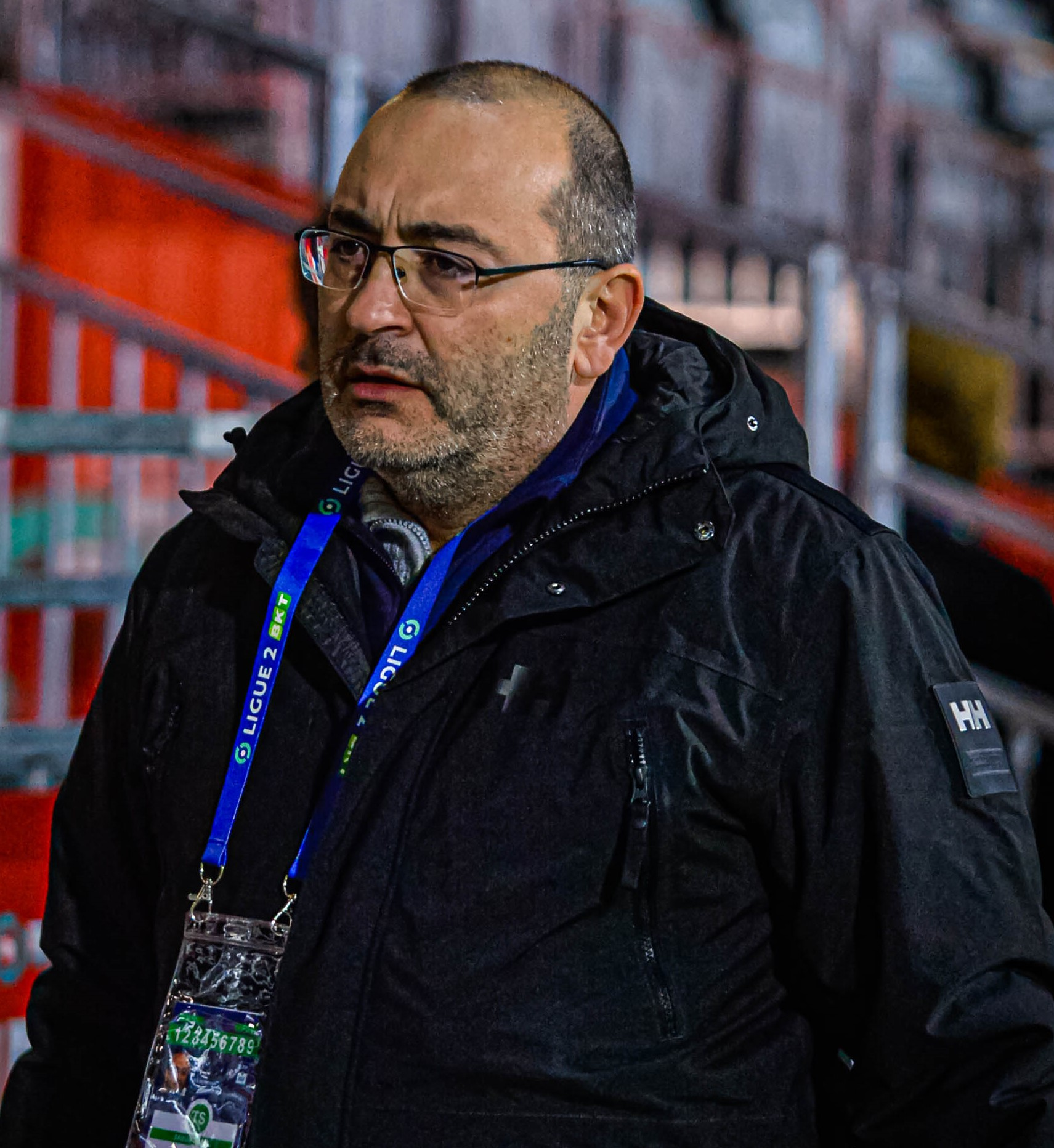
Rani Assaf, président du NO depuis 2016.

En 2022-2023, l'équipe professionnelle du club est gérée par la société Nîmes Olympique et possède le statut de société anonyme sportive professionnelle (SASP). Cette société est liée par convention à l'association loi de 1901 Nîmes Olympique Association qui gère les équipes U7 à U15 du club. Cette dernière, qui possède une part minoritaire du capital de la société, est dirigée par Yannick Liron depuis décembre 2017,.
En 2021, la SASP est détenue à 78 % par Rani Assaf. En avril 2014, il s'associe à Jean-Marc Conrad, initiateur d'une offre de rachat du club, et à Serge Kasparian, gérant d'un cercle de jeux parisien, pour devenir actionnaire minoritaire. Dans un premier temps, ces deux derniers sont propriétaires de la majorité des parts du club via une société par actions simplifiée (SAS) alors qu'Assaf, également par le biais d'une SAS, ne détient que 48,7 % des actions du NO.
Au cours de la saison 2014-2015, l'insolvabilité et les problèmes judiciaires des deux autres investisseurs obligent Assaf à sauver le club de la faillite. En juin 2015, et après avoir menacé de se retirer des négociations, il procède seul à une augmentation de capital de 2,5 M€ l'entraînant de facto actionnaire majoritaire du club. Un an plus tard, il accède à la présidence du Nîmes Olympique à la suite de la découverte d'un déficit qu'il juge conséquent.
Depuis l'arrivée d'Assaf, le club s'appuie sur un fonctionnement minimaliste et une équipe d'employés réduite (six salariés),. Au cours de la saison précédente, le NO s'est délesté de plusieurs membres de son organigramme n'ayant pas été remplacés pour l'exercice suivant,,.
|                                    |                                    |                                    |                                    |                                    |                                    |  |  |                                    |                                    |                                    |                                    |                                    |                                    |  |  |                                          |                                          |                                          |                                          |                                          |                                          |  |  | Président-Directeur Général Rani Assaf |                                |                                |                                |                                |                                |  |  |                                                   |                                                   |                                                   |                                                   |                                                   |                                                   |  |  |                                 |                                 |                                 |                                 |                                 |                                 |  |  |                                      |                                      |                                      |                                      |                                      |                                      |  |  |  |  |  |  |  |  |  |  |  |  |  |  |  |  |  |  |  |  |  |  |  |  |  |  |  |  |  |  |  |  |  |  |
|                                    |                                    |                                    |                                    |                                    |                                    |  |  |                                    |                                    |                                    |                                    |                                    |                                    |  |  |                                          |                                          |                                          |                                          |                                          |                                          |  |  |                                        |                                |                                |                                |                                |                                |  |  |                                                   |                                                   |                                                   |                                                   |                                                   |                                                   |  |  |                                 |                                 |                                 |                                 |                                 |                                 |  |  |                                      |                                      |                                      |                                      |                                      |                                      |  |  |  |  |  |  |  |  |  |  |  |  |  |  |  |  |  |  |  |  |  |  |  |  |  |  |  |  |  |  |  |  |  |  |
|                                    |                                    |                                    |                                    |                                    |                                    |  |  |                                    |                                    |                                    |                                    |                                    |                                    |  |  |                                          |                                          |                                          |                                          |                                          |                                          |  |  |                                        |                                |                                |                                |                                |                                |  |  |                                                   |                                                   |                                                   |                                                   |                                                   |                                                   |  |  |                                 |                                 |                                 |                                 |                                 |                                 |  |  |                                      |                                      |                                      |                                      |                                      |                                      |  |  |  |  |  |  |  |  |  |  |  |  |  |  |  |  |  |  |  |  |  |  |  |  |  |  |  |  |  |  |  |  |  |  |
| Dir. administratif Valérie Merchez | Dir. administratif Valérie Merchez | Dir. administratif Valérie Merchez | Dir. administratif Valérie Merchez | Dir. administratif Valérie Merchez | Dir. administratif Valérie Merchez |  |  | Dir. de la sécurité David Guichard | Dir. de la sécurité David Guichard | Dir. de la sécurité David Guichard | Dir. de la sécurité David Guichard | Dir. de la sécurité David Guichard | Dir. de la sécurité David Guichard |  |  | Dir. informatique Pierre-François Hugues | Dir. informatique Pierre-François Hugues | Dir. informatique Pierre-François Hugues | Dir. informatique Pierre-François Hugues | Dir. informatique Pierre-François Hugues | Dir. informatique Pierre-François Hugues |  |  | Dir. communication Jordan Isen         | Dir. communication Jordan Isen | Dir. communication Jordan Isen | Dir. communication Jordan Isen | Dir. communication Jordan Isen | Dir. communication Jordan Isen |  |  | Dir. de la cellule de recrutement Bernard Pascual | Dir. de la cellule de recrutement Bernard Pascual | Dir. de la cellule de recrutement Bernard Pascual | Dir. de la cellule de recrutement Bernard Pascual | Dir. de la cellule de recrutement Bernard Pascual | Dir. de la cellule de recrutement Bernard Pascual |  |  | Dir. commercial Matthieu Follea | Dir. commercial Matthieu Follea | Dir. commercial Matthieu Follea | Dir. commercial Matthieu Follea | Dir. commercial Matthieu Follea | Dir. commercial Matthieu Follea |  |  | Dir. opérationnel Guillaume Bouisset | Dir. opérationnel Guillaume Bouisset | Dir. opérationnel Guillaume Bouisset | Dir. opérationnel Guillaume Bouisset | Dir. opérationnel Guillaume Bouisset | Dir. opérationnel Guillaume Bouisset |  |  |  |  |  |  |  |  |  |  |  |  |  |  |  |  |  |  |  |  |  |  |  |  |  |  |  |  |  |  |  |  |  |  |
| Dir. administratif Valérie Merchez | Dir. administratif Valérie Merchez | Dir. administratif Valérie Merchez | Dir. administratif Valérie Merchez | Dir. administratif Valérie Merchez | Dir. administratif Valérie Merchez |  |  | Dir. de la sécurité David Guichard | Dir. de la sécurité David Guichard | Dir. de la sécurité David Guichard | Dir. de la sécurité David Guichard | Dir. de la sécurité David Guichard | Dir. de la sécurité David Guichard |  |  | Dir. informatique Pierre-François Hugues | Dir. informatique Pierre-François Hugues | Dir. informatique Pierre-François Hugues | Dir. informatique Pierre-François Hugues | Dir. informatique Pierre-François Hugues | Dir. informatique Pierre-François Hugues |  |  | Dir. communication Jordan Isen         | Dir. communication Jordan Isen | Dir. communication Jordan Isen | Dir. communication Jordan Isen | Dir. communication Jordan Isen | Dir. communication Jordan Isen |  |  | Dir. de la cellule de recrutement Bernard Pascual | Dir. de la cellule de recrutement Bernard Pascual | Dir. de la cellule de recrutement Bernard Pascual | Dir. de la cellule de recrutement Bernard Pascual | Dir. de la cellule de recrutement Bernard Pascual | Dir. de la cellule de recrutement Bernard Pascual |  |  | Dir. commercial Matthieu Follea | Dir. commercial Matthieu Follea | Dir. commercial Matthieu Follea | Dir. commercial Matthieu Follea | Dir. commercial Matthieu Follea | Dir. commercial Matthieu Follea |  |  | Dir. opérationnel Guillaume Bouisset | Dir. opérationnel Guillaume Bouisset | Dir. opérationnel Guillaume Bouisset | Dir. opérationnel Guillaume Bouisset | Dir. opérationnel Guillaume Bouisset | Dir. opérationnel Guillaume Bouisset |  |  |  |  |  |  |  |  |  |  |  |  |  |  |  |  |  |  |  |  |  |  |  |  |  |  |  |  |  |  |  |  |  |  |

### Équipementiers et sponsors

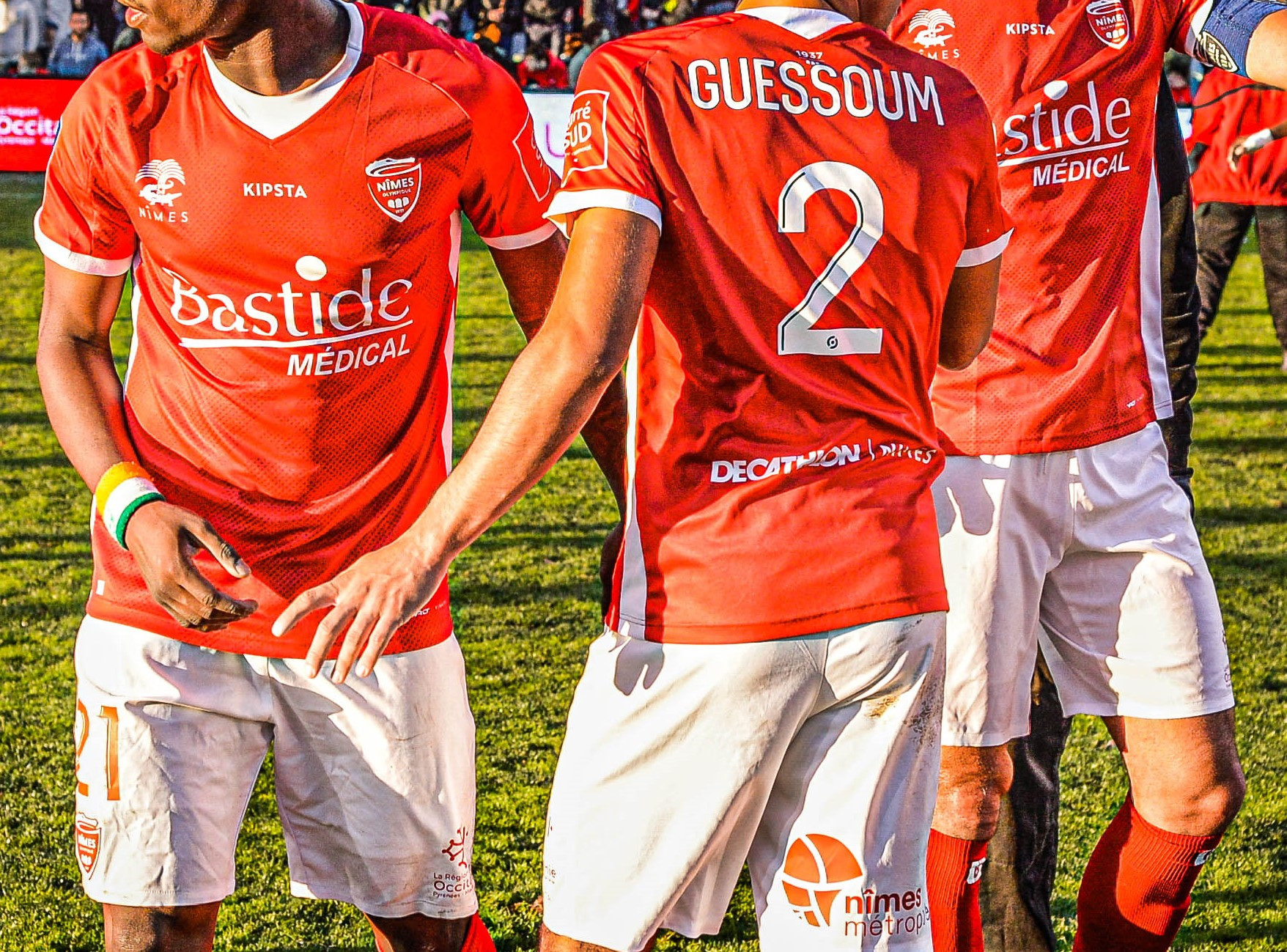
Les sponsorings sur les maillots des joueurs lors de cette saison.

Après six années passées avec Puma, le Nîmes Olympique dévoile un nouvel équipementier en juin 2022 lors d'une soirée visant à rencontrer les partenaires du club. Kipsta, marque française du groupe Decathlon, conclut un accord jusqu'en 2025 pour confectionner les maillots du club. C'est le huitième équipementier connu par le NO après Le Coq sportif, pionnier entre 1966 et 1974, Adidas, ABM, Viasport, Hummel, Erreà et Puma,.
Sponsor principal depuis 2020, Bastide Le Confort Médical continue son partenariat avec le club pour cette saison. Depuis 2021, une convention est établie avec un centre commercial limitrophe pour disposer des parkings lors des matchs du Nîmes Olympique au Stade des Antonins : cet accord se caractérise par un sponsoring sur les maillots du club par la mention Carré Sud.
Par ailleurs, la ville de Nîmes, la Communauté d'agglomération de Nîmes et le Conseil régional d'Occitanie sont les partenaires institutionnels du club pour cette saison.

## Aspects socio-économiques

### Affluence
Lors de cette saison, le Nîmes Olympique évolue pour la dernière fois de son histoire au Stade des Costières. En effet, le club déménage en décembre 2022 au Stade des Antonins, enceinte provisoire de 8 033 places devant être utilisée de 2022 à 2026.
Finalement, ce sont 52 714 personnes qui assistent aux 19 rencontres de championnat du NO constituant une affluence moyenne à domicile de 2 774 spectateurs. Il s'agit de la dix-huitième affluence du championnat. Le record en championnat d'affluence de la saison à domicile est réalisé lors de la dernière rencontre disputée aux Costières contre les Girondins de Bordeaux où 9 462 spectateurs assistent à la victoire nîmoise. Pour son seul match disputé à domicile en coupe de France, le Nîmes Olympique reçoit le FC Borgo devant 1 000 spectateurs soit la pire affluence de sa saison.
Affluence du Nîmes Olympique à domicile

### Supporters
À l'instar de la précédente,, la saison débute dans un climat de tensions entre les supporters et la direction du club. En début de saison, Rani Assaf, président du NO, maintient la fermeture de deux tribunes au Stade des Costières et ne souhaite pas le retour des supporters ultras du club,,,.

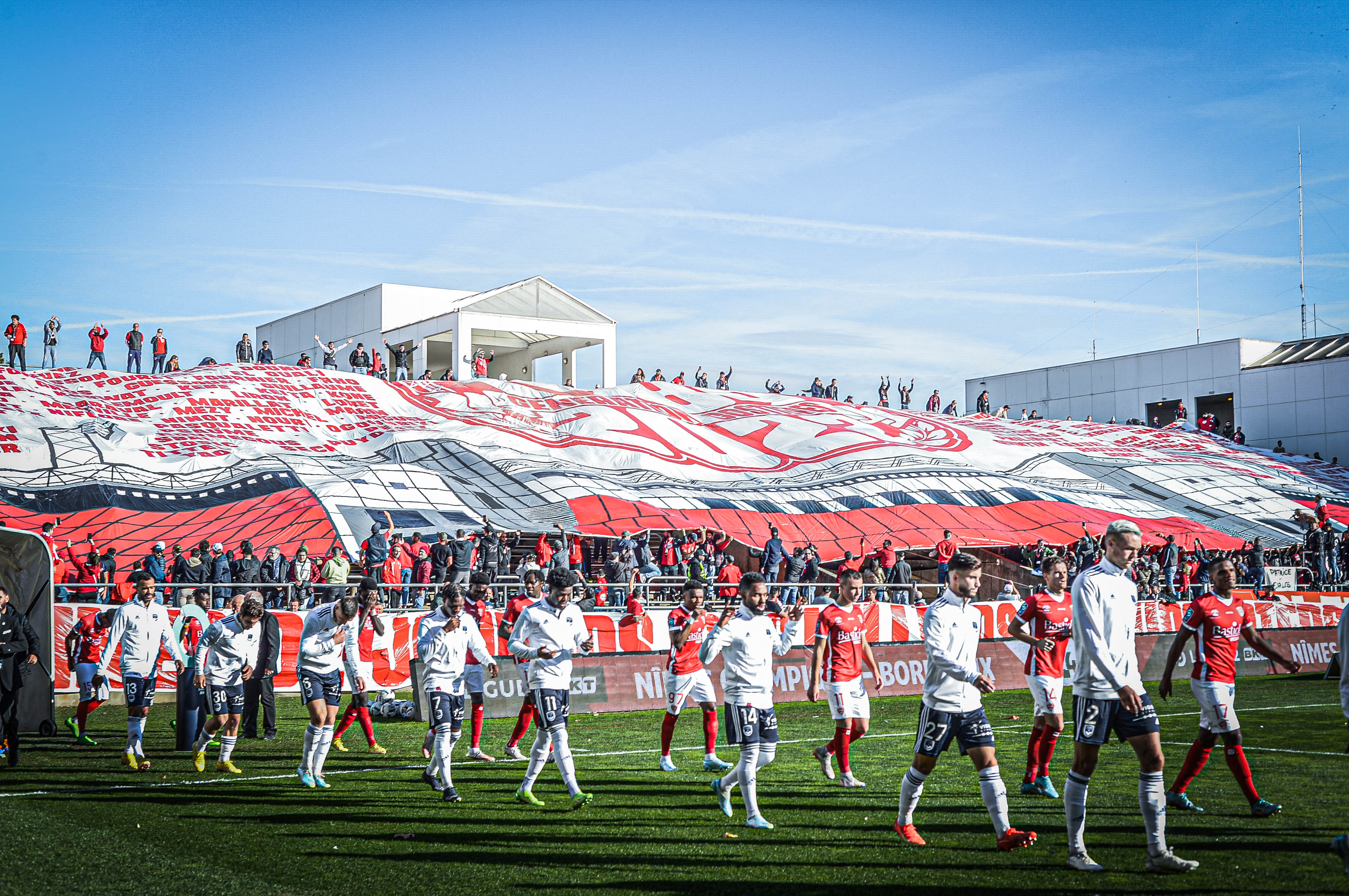
Les supporters du Nîmes Olympique célèbrent le dernier match au Stade des Costières avec un tifo.

Durant l'été, Rani Assaf confirme l'absence d'abonnements au stade pour cette saison et incite à la création d'une structure associative visant à remplacer cette méthode habituelle,. Présidée par Jean-Jacques Bourdin, cette structure « affirme clairement son adhésion au projet de l'actionnaire majoritaire ». En contrepartie d'une cotisation, elle fait bénéficier aux supporters de réductions diverses et permet d'élire officieusement un représentant siégeant au conseil d'administration du club.
Par la suite, près de 300 supporters participent en septembre 2022 à une réunion publique afin d'échanger avec le président sur des thématiques liées au club : celle-ci se conclut par le départ précipité d'une majorité des participants à la suite des réponses apportées par Rani Assaf. Quelques jours après cet entretien, le club rouvre l'une des tribunes fermées pour les deux derniers matchs disputés au Stade des Costières et annonce également le retour des supporters ultras à domicile avec leur bâche distinctive,.
En novembre 2022, la rencontre face aux Girondins de Bordeaux voit quelques festivités être organisées par les supporters pour le dernier match disputé au Stade des Costières. D'anciens joueurs comme Renaud Ripart prennent part à une marche pour célébrer l'événement et les supporters ultras mettent notamment en place un tifo en hommage au stade.
En février 2023, le club prononce une trentaine d'interdictions commerciales de stade visant les membres du groupe de supporters des Gladiators Nîmes 1991 après l'utilisation de fumigènes face au Grenoble Foot 38 en championnat. Cette sanction entraîne un boycott à domicile du groupe jusqu'à la fin de la saison. En parallèle, Rani Assaf porte plainte contre X pour « introduction d'engins pyrotechniques dans une enceinte sportive et mise en danger de la vie d'autrui ». Depuis ces évènements, le président du NO proscrit les bâches des associations de supporters nîmoises au Stade des Antonins.
Alors que le club est quasiment condamné à la relégation en National, un collectif de supporters mobilise près de 300 personnes devant l'hôtel de ville de Nîmes en mai 2023. Ce collectif, regroupant d'anciens joueurs, des commerçants de la ville et divers supporters, s'oppose à la gestion du président Rani Assaf. En lien avec ce mouvement, une pétition en ligne est lancée et obtient plus de 4 000 signatures en quelques jours.

### Retransmission télévisée
Le groupe Amazon, via son service de vidéo à la demande Prime Video, est le diffuseur majoritaire de la Ligue 2 2022-2023 et verse 30 millions d'euros de droits télévisuels à la Ligue de football professionnel pour ce championnat.

## Équipe réserve et équipes de jeunes

### Équipe réserve
L’équipe réserve du Nîmes Olympique sert de tremplin vers le groupe professionnel pour les jeunes du centre de formation. Depuis  2014, elle est dirigée par Yannick Dumas qui est également responsable du centre de formation.
Pour la saison 2022-2023, elle évolue dans le championnat de Régional 1 (groupe A) de la ligue d'Occitanie, soit le sixième niveau de la hiérarchie du football en France. Après une douzième place obtenue la saison précédente en National 3, l'équipe réserve du Nîmes Olympique connaît sa première descente au niveau régional depuis 2002. Lors de la reprise des entraînements, Dumas fixe ainsi la montée comme objectif de la saison.